# Akyokuş
Akyokuş ist ein Dorf im Landkreis Ömerli der türkischen Provinz Mardin. Akyokuş liegt etwa 49 km nordöstlich der Provinzhauptstadt Mardin und 24 km östlich von Ömerli. Akyokuş hatte laut der letzten Volkszählung 82 Einwohner (Stand Ende Dezember 2009). Der arabische Name ist in der Form Hirbakermit im Grundbuch verzeichnet.